# Jacob van Egmond

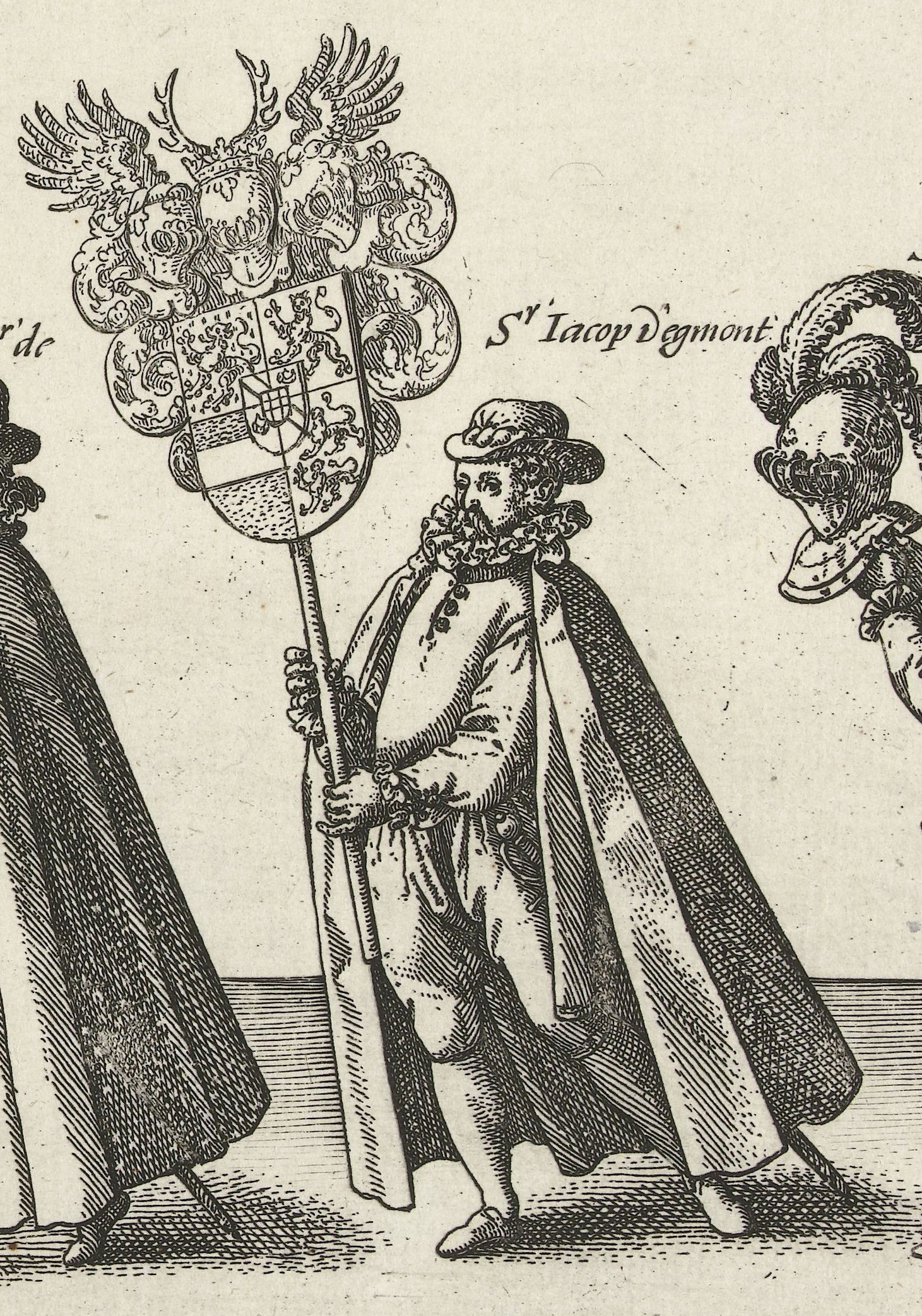
Jacob van Egmond in de begrafenisstoet van Willem van Oranje. (Hendrick Goltzius, 1584)

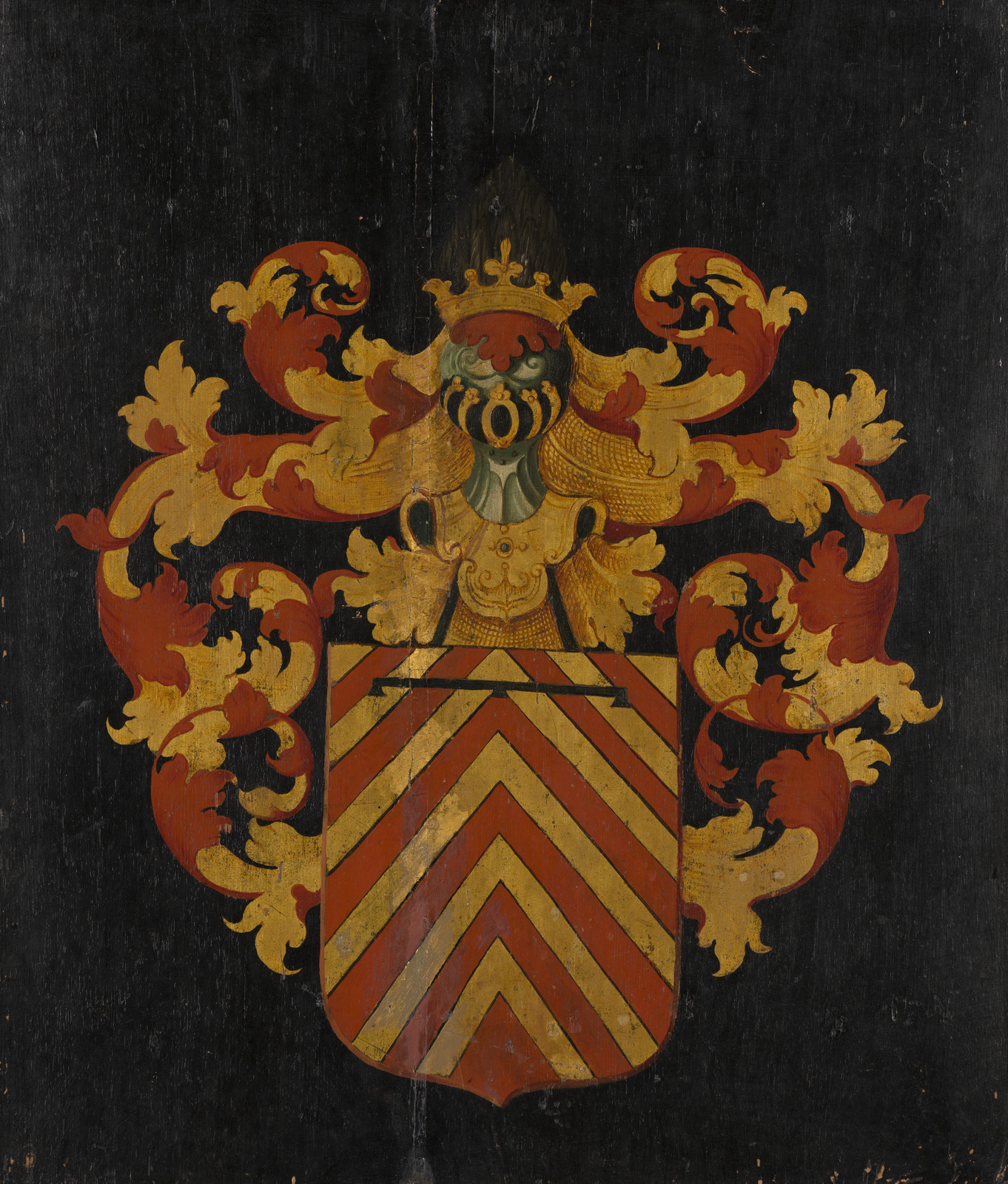
Wapenbord van Jacob van Egmond (1548-1618)

Jacob van Egmond (ca. 1545-15 juli 1618) was heer van Keenenburg en gouverneur van Diksmuide en als militair en bestuurder betrokken bij de opstand tegen Spanje.
Jacob was het derde kind van Otto van Egmond (1522-1586).
Hij werd na de dood van zijn vader ambachtsheer van Sint Maartensregt, Maasland en Schipluiden. 
Hij trouwde met  Doralisa van der Schale, maar het huwelijk eindigde al snel in een scheiding.
Egmond koos in 1572 de kant van Willem de Zwijger, en speelde een veelzijdige rol in de verdediging van Holland. Begin 1573 leidde hij enkele vendels soldaten in de stad Leiden; in mei van dat jaar trad hij voor het eerst op als overste. In opdracht van Willem van Oranje bracht hij orde in het leger, dat toen nog uit ongeregelde troepen bestond. Begin 1574 ontsloeg Willem van Oranje enkele wrede geuzenleiders, waaronder Lumey. Hij stelde nieuwe bevelhebbers aan, waaronder Jacob van Egmond. In 1575 werd Jacob door de Staten van Holland benoemd tot commissaris van de monstering. Aan het eind van het jaar werd hij naar Overflakkee gestuurd om te voorkomen dat de Spanjaarden er een invasie zouden doen. In 1583  was hij opperbevelhebber van Diksmuide, dat in 1583 toch in Spaanse handen viel.
Jacob van Egmond liep mee in de begrafenisstoet van Willem van Oranje. Hij droeg het wapen van Willem van Oranje.
Na de dood van zijn vader in 1586 kreegJacob van Egmond voorname bestuursfuncties. Hij werd namens de Ridderschap gedeputeerde in de Staten van Holland. In 1589 werd hij hoofdingeland van Delfland en in 1593 hoogheemraad. 
Hij werd door de Staten van Holland meerdere keren afgevaardigd in de Staten-Generaal, waarvan hij zelfs voorzitter werd. Als gedeputeerde kreeg hij de opdracht om prins Maurits de eed af te nemen. Bovendien werd hij als leider van een afvaardiging naar koningin Elizabeth I van Engeland gestuurd. In 1590 werd Jacob van Egmond benoemd tot gedeputeerde namens de Staten van Holland bij prins Maurits. Eigenlijk moest hij erop toezien dat het geld dat de Staten beschikbaar hadden gesteld op de juiste wijze werd besteed.
In 1592 raakte hij bij Coevorden zwaar gewond.
Jacob van Egmond fungeerde in 1592 als registermeester voor de kanselarij van Holland, een vertrouwelijk maar ook uitstervend ambt.
In 1600 reisde hij met 6 gedeputeerden van de Staten-Generaal naar Vlaanderen af en maakte de Slag bij Nieuwpoort mee.
Jacob van Egmond overleed kinderloos op 5 juli 1618. Hij werd begraven in de hervormde kerk van Schipluiden. Zijn neef Otto van Zevender was zijn erfgenaam.